# Uperodon
Uperodon là một chi động vật lưỡng cư trong họ Nhái bầu, thuộc bộ Anura.

## Các loài
- Uperodon anamalaiensis (Rao, 1937)
- Uperodon globulosus (Günther, 1864)
- Uperodon montanus (Jerdon, 1853)
- Uperodon mormoratus (Rao, 1937)
- Uperodon nagaoi (Manamendra-Arachchi and Pethiyagoda, 2001)
- Uperodon obscurus (Günther, 1864)
- Uperodon palmatus (Parker, 1934)
- Uperodon rohani Garg, Senevirathne, Wijayathilaka, Phuge, Deuti, Manamendra-Arachchi, Meegaskumbura, and Biju, 2018
- Uperodon systoma (Schneider, 1799)
- Uperodon taprobanicus (Parker, 1934)
- Uperodon triangularis (Günther, 1876)
- Uperodon variegatus (Stoliczka, 1872)

## Hình ảnh

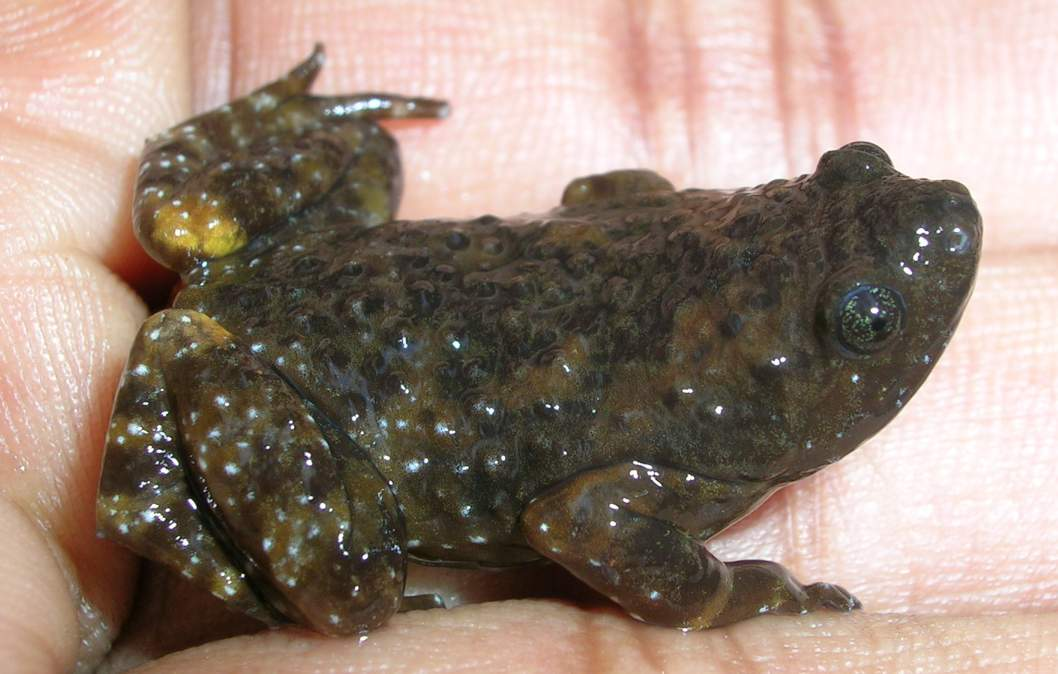
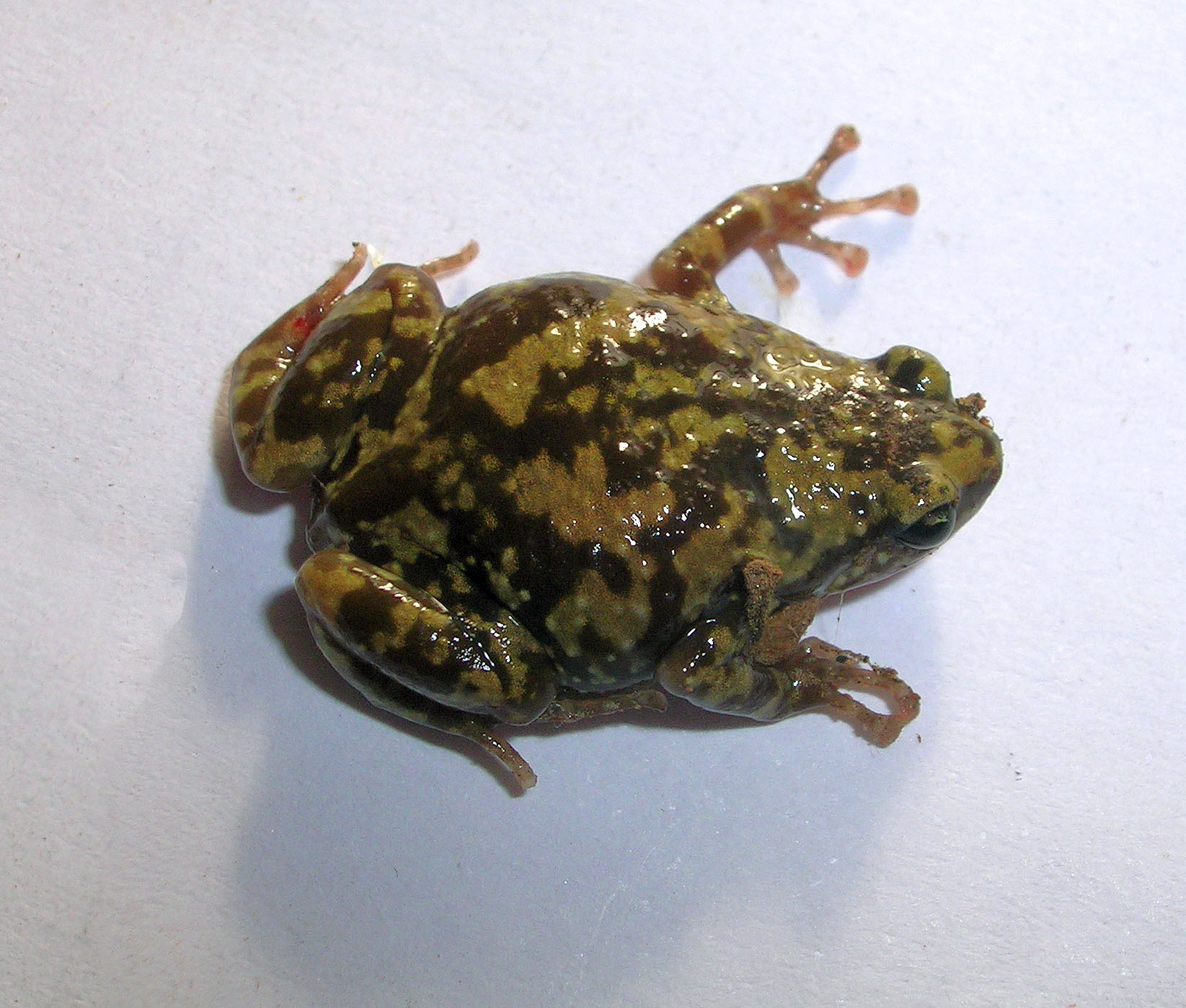
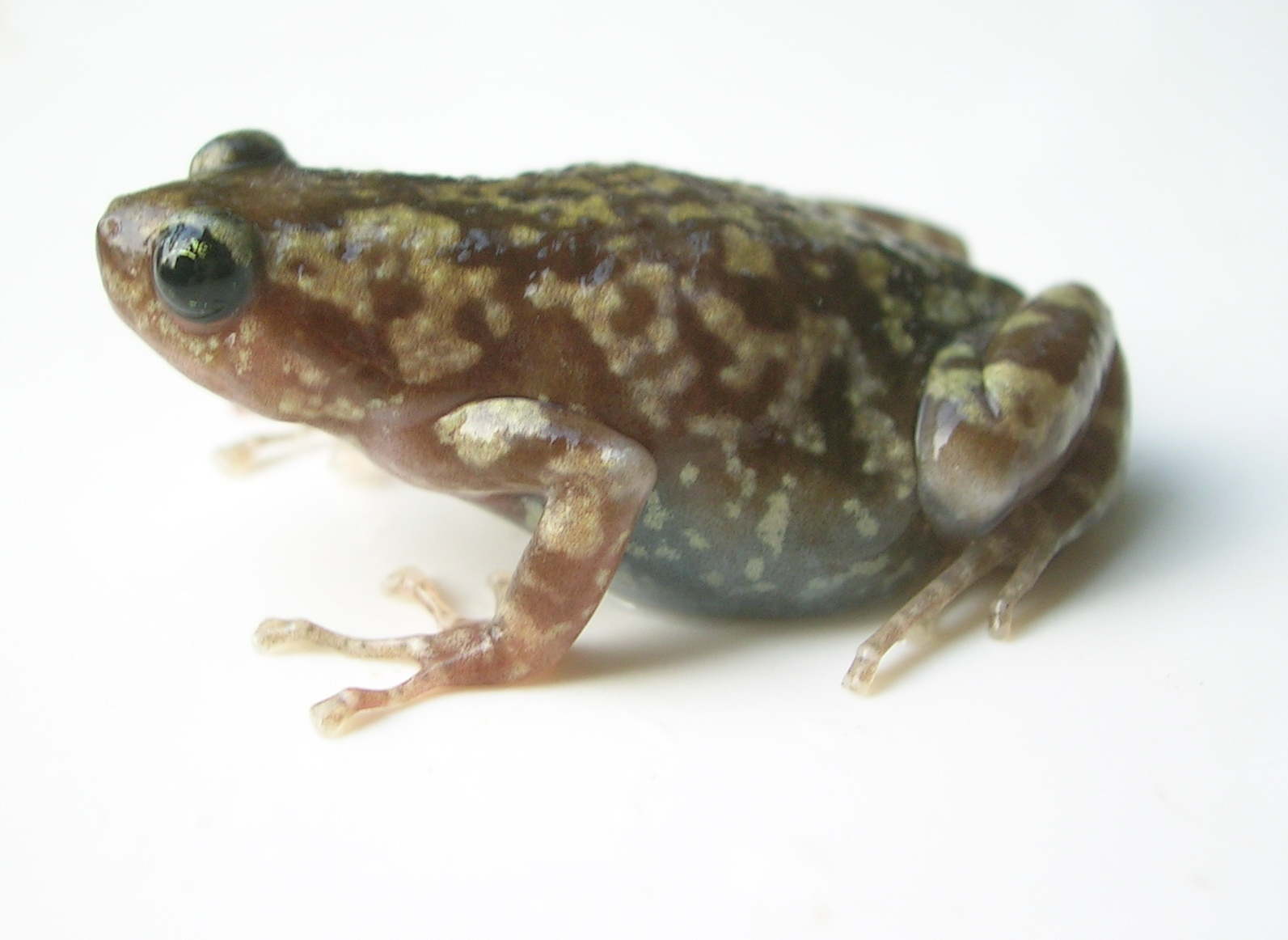
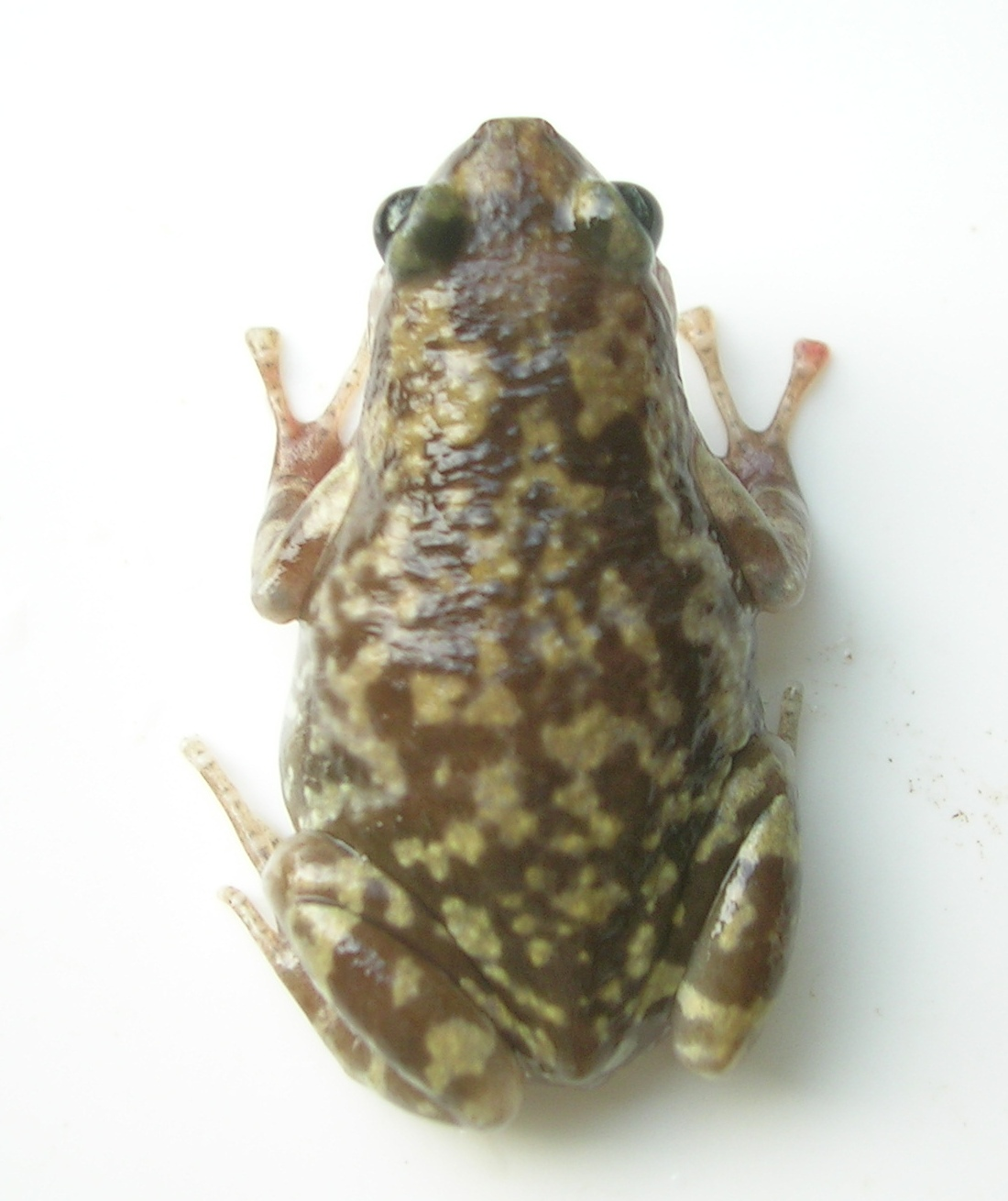
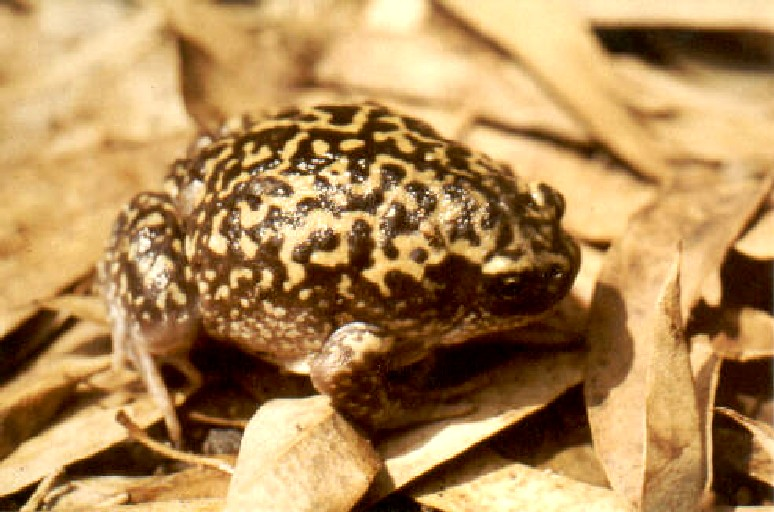